# Ta hand om Ulla
Ta hand om Ulla är en svensk dramafilm från 1942 i regi av Ivar Johansson. Den är baserad på Ebba Richerts roman med samma namn. I huvudrollerna ses Marianne Aminoff och Bengt Logardt.

## Handling
Gunnar och Ulla träffas en valborgsmässoafton på Skansen och tycke uppstår. Det är i slutet på 1930-talet, tiderna är dåliga och de båda är snart arbetslösa. Framtiden ser mörk ut och det blir inte bättre när Ulla blir gravid. De väljer att göra abort, men den gör att Ulla blir steril. De gifter sig i alla fall, Gunnar får jobb och framtiden ser ljus ut. Då kommer kriget, Gunnar blir inkallad och hamnar nära den norska gränsen i Lappland. Där träffar han en kvinna som snart väntar hans barn. 

## Om filmen
Filmen spelades in 1942 i ateljé i Stockholm samt på Skansen, Bromma flygplats och i Abisko. Den hade premiär den 27 oktober 1942 på biograf Grand vid Sveavägen i Stockholm. Ta hand om Ulla är tillåten från 15 år och har visats ett flertal gånger i SVT, bland annat 1980 och i mars 2024.

## Rollista
- Marianne Aminoff – Ulla Lundin, kontorist på Bewe & Zoll
- Bengt Logardt – Gunnar Bergendahl, kontorist, fastighetsmäklare
- Claes Thelander – Göran Hessler, litterär rådgivare på bokförlag
- Nils Lundell –  kamrer Lundgren
- Åke Grönberg – Bigge Berglund
- Wera Lindby – Sonja, Bigges fästmö
- Greta Liming – Gun Larsson, Ullas väninna, kontorist på Bewe & Zoll
- Gunnar Ekwall – Knutte, beredskapssoldat
- Karin Lannby – kontorist på Bewe & Zoll
- Lisbeth Hedendahl – kontorist på Bewe & Zoll
- Millan Bolander – kontorschef på Bewe & Zoll
- Olov Wigren – anställd på Bewe & Zoll
- Åke Claesson – doktor Hjalmar Brander, kvinnoläkare
- Evert Granholm – sångare på beredskapsfest
- Carla Eck – Maj-Lis, mor till Gunnars barn
- Artur Cederborgh – herr Strandberg, spekulant på ett kafé på Söder
- Gerd Mårtensson – Grans sällskap på dansrestaurang
- Keth Hårleman – kontorist på Bewe & Zoll
- Marianne Gyllenhammar – kontorist på Bewe & Zoll
- Solveig Lagström – kontorist på Bewe & Zoll
- Gun Adler – kontorist på Bewe & Zoll
- Harriett Philipson – kontorsflicka i garderoben
- Robert Ryberg – man i telefon som inte reflekterar över Gunnars anbud
- Carin Appelberg-Sandberg – kvinna i telefon som inte vill köpa affärslokal
- Hilmer Peters – man i telefon som inte vågar anta Gunnars bud
- Carl Ericson – man i telefon som inte vill köpa hus
- Folke Eriksberg – gitarrist i orkester på dansrestaurang
- Paul Hagman – dansande på restaurang
- Axel Isaksson – dansande på restaurang
- Holger Höglund – dansande på restaurang
- Rune Ottoson – student
- Nils Ekman – beredskapssoldat
- Björn-Olof Jönsson – pojke med basker
- Åke Engfeldt – ej identifierad roll, sannolikt bortklippt
- Beredskapsorkestern

## Musik i filmen
- "Sjungom studentens lyckliga dag", musik Gustav Bernadotte, text Herman Sätherberg
- "Kärleken kan komma i en liten melodi", musik Sven Goon, instrumental
- "Ung lycka", musik Ernfrid Ahlin, instrumental
- "I minnenas bukett", musik Ernfrid Ahlin, instrumental
- "För vårt land och henne vi har kär", musik Ernfrid Ahlin, text Karl-Ewert, sång Evert Granholm